# Ђенијаури (Каљари)
Ђенијаури је насеље у Италији у округу Каљари, региону Сардинија.
Према процени из 2011. у насељу је живело 20 становника. Насеље се налази на надморској висини од 69 м.